# POS

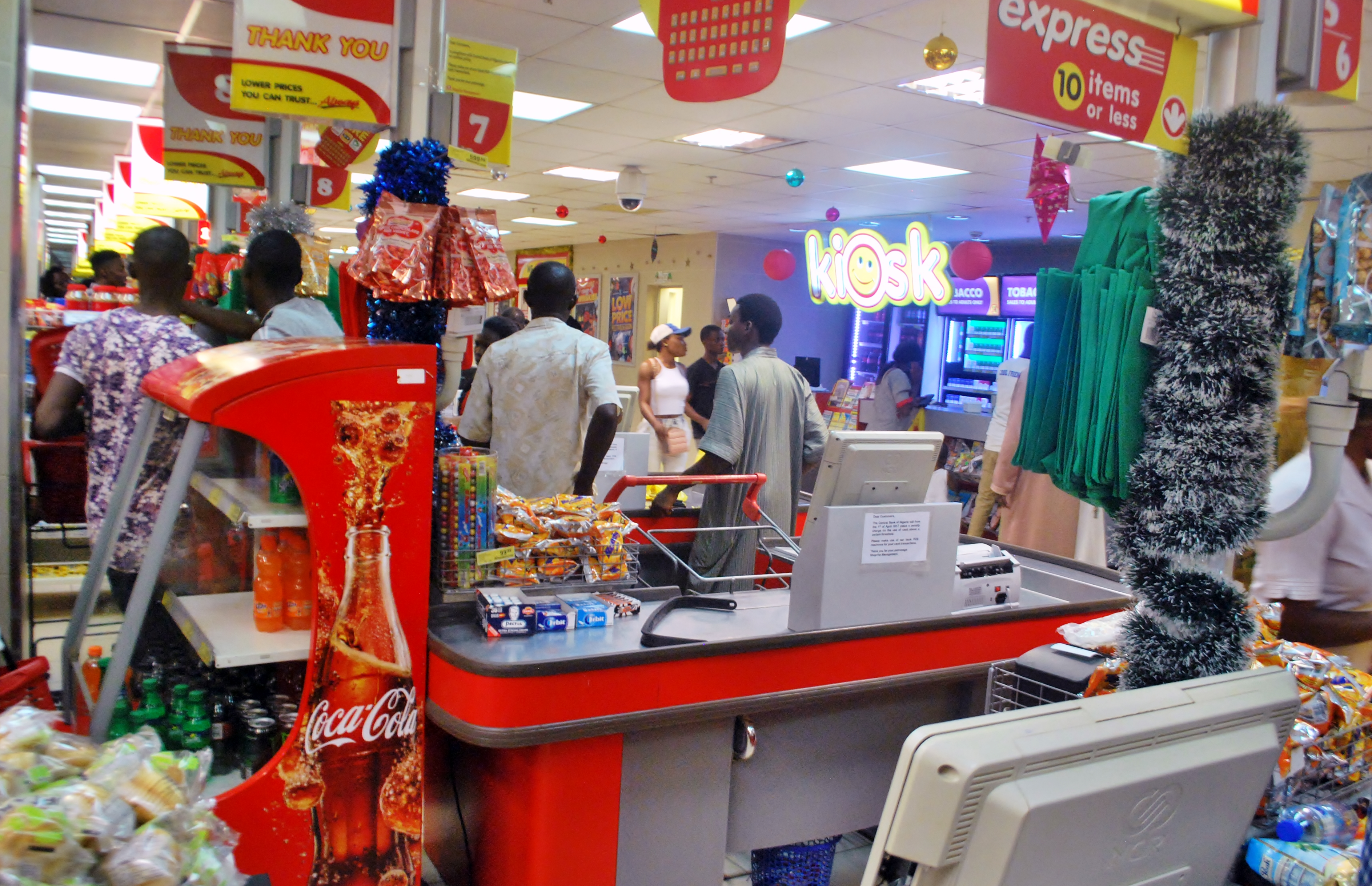
Point of Sale i Nigeria.

POS eller Point of Sale är ett allmänt förekommande begrepp inom handelssektorn. POS är i sin enklaste mening en kassaapparat där betalningen sker i en butik eller restaurang. 
I de större butikerna brukar dessa system vara lite mer avancerade för att kunna bistå med andra servicefunktioner åt butikspersonalen. Exempelvis försäljningsrapporter, lagersaldokontroll och fakturering är funktioner som brukar integreras i en POS-lösning. Svårigheten för företagen ligger snarare i att begränsa sig i funktionerna som man stoppar in. Generellt för POS-lösningar är att ju större företagen som använder dem är, desto större sannolikhet att de har ett specialutvecklat system. 
Inmatning av försäljningsdata kan göras på flera olika sätt. Absolut vanligast är olika typer av streckkoder som skannas av en streckkodsläsare, men självklart används tangentbord och pekskärm. Allt beror på hur verksamheten är uppbyggd och kraven som ställs.
Topologin med tunna klienter har använts i POS-applikationer i mer än 20 år under operativsystem som Unix, Concurrent DOS och senare FreeBSD / Linux.
POS-industrin har även börjat använda renodlade Microsoft-Windows XP installationer trots säkerhetsproblem med dessa och använda antingen tunna klienter eller .NET-baserade smart client. Vinsten är en central administration av klienterna och oftast en central databas där alla säljtransaktioner lagras, och medger att försäljningen för en hel koncern kan följas minut för minut. Nackdelen är att alla butiker kräver fast koppling till huvudservern, så det är inte förrän ADSL blivit utbyggt i landet som detta har kunnat bli en verklighet. Ett annat problem är avbrott i kommunikationen. Man är tvungen att bygga in någon typ av redundans i systemen.
I Java-världen finns en variant som är anpassad för behov i ett POS-system vars standard heter JavaPOS vars avsikt är att vara plattformsoberoende. Det har funnits vissa svårigheter med det eftersom vissa hårdvaruprotokoll, till exempel RS-232, saknat stöd på vissa Java-plattformar, till exempel Microsoft-Windows. Vilket tillverkaren har löst numera så att även denna plattform kan räknas som JavaPOS-kompatibel plattform.
POS system finns på många olika plattformar, på senare tid har Microsoft ändrat sin arkitektur så att det även blivit möjligt i MS-Windows miljön, och därmed öppnat möjligheten för alla de applikationer som utvecklats för den. Microsoft har länge haft problem med drivrutiner och kommunikation med viss POS-hårdvara. Därför har de nu skapat ett SDK med API för POS-system. Förhoppningen är att få ordning på den rådande djungeln. Det finns en specialvariant av windows embedded som heter WEPOS, som är anpassad för POS systemens behov.

## Ett typiskt POS-system
- En vanlig PC
- Kassalåda
- Streckkodsläsare
- Kortterminal
- Kunddisplay
- bildskärm eller pekskärm
- Kvittoskrivare
- Självskanning
- Operativsystem (Linux, Windows eller liknande)
- Någon typ av POS-programvara